# فومیکو انچی
فومیکو انچی (انچی فومیکو،2円 地 文 子 اکتبر ۱۹۰۵ - ۱۲ نوامبر ۱۹۸۶) نام هنری یوئدا فومیکو، یکی از برجسته‌ترین نویسندگان زن ژاپنی در دوره شووا ژاپن بود.

## لیست جزئی از آثار

### رمان‌ها
- Kaze no gotoki kotoba (کلماتی مانند باد، ۱۹۳۹)
- ده نه ساچی، umi no sachi (گنجینه‌های بهشت و دریا، ۱۹۴۰)
- شونجو (بهار و پاییز، ۱۹۴۳)
- اونا زاکا (سال‌های انتظار، ۱۹۵۴ ۱۹۴۹)
- Onna Men (صورتک‌ها، ۱۹۵۸) ترجمه فارسی با عنوان صورتک‌ها-فردین توسلیان-نشر هیرمند